# (7101) Haritina
(7101) Haritina est un astéroïde de la ceinture principale.

## Description
(7101) Haritina est un astéroïde de la ceinture principale. Il fut découvert le 17 octobre 1930 à Flagstaff (Arizona) par Clyde William Tombaugh. Il présente une orbite caractérisée par un demi-grand axe de 2,30 UA, une excentricité de 0,20 et une inclinaison de 4,7° par rapport à l'écliptique.

## Compléments